# Thanatus validus
Thanatus validus es una especie de araña cangrejo del género Thanatus, familia Philodromidae. Fue descrita científicamente por Simon en 1875.

## Distribución
Esta especie se encuentra en Argelia.